# Neofil
La Neofil è stata una società a partecipazione paritaria della Montedison e della statunitense Hercules operante nel settore della produzione del polipropilene isotattico in forma di filo continuo.

## Storia

### Origini
Nacque nel 1969 a seguito di un accordo tra la Montedison ed Hercules per lo sviluppo della produzione del polipropilene isotattico in forma di filo continuo Meraklon/BCF, che veniva usato per la produzione di tappeti e moquette nonché anche per altri usi nel settore dell'arredamento e dell'auto. L'unità produttiva era nell'area Polymer di Terni, mentre la sede e la direzione commerciale era a Milano.
Lo sviluppo fu imponente, arrivando ad occupare 700 dipendenti, ma la concorrenza a livello mondiale fu sempre più spinta.

### Il confluimento in Himont
Dall'iniziativa era nata una stretta collaborazione tra la Hercules e la Montedison che stava attraversando uno dei suoi ricorrenti periodi di crisi, ed era sorto un ambizioso programma di intensificazione dei legami da cui venne il progetto Himont in cui la Neofil costituiva uno degli elementi portanti.